# Ösjön (Burseryds socken, Småland)
Ösjön är en sjö i Gislaveds kommun i Småland och ingår i Nissans huvudavrinningsområde. Sjön har en area på 0,11 kvadratkilometer och ligger 134,8 meter över havet. Sjön avvattnas av vattendraget Tynglabäcken.

## Delavrinningsområde
Ösjön ingår i det delavrinningsområde (634347-134711) som SMHI kallar för Mynnar i Kilan. Medelhöjden är 155 meter över havet och ytan är 11,63 kvadratkilometer. Det finns inga delavrinningsområden uppströms utan avrinningsområdet är högsta punkten. Tynglabäcken som avvattnar avrinningsområdet har biflödesordning 3, vilket innebär att vattnet flödar genom totalt 3 vattendrag innan det når havet efter 82 kilometer. Delavrinningsområdet består mestadels av skog (76 %). Avrinningsområdet har 0,24 kvadratkilometer vattenytor vilket ger det en sjöprocent på 2,1 %. Bebyggelsen i området täcker en yta av 0,63 kvadratkilometer eller 5 % av avrinningsområdet.